# パラサイト中年
パラサイト中年（パラサイトちゅうねん）とは親と同居している中年の未婚者を指す差別用語。

## 概要
35歳～44歳人口の6人に1人に相当する300万人が該当すると言われ、1990年代に指摘された当時20～30代の「パラサイト・シングル」が、そのまま中年世代にシフトしたものと見られている。「パラサイト・シングル」という言葉を造った山田昌弘は、このような状態が続けば少子化が進み生活保護受給者も増えるなどと社会に悪影響を及ぼすと見ている。
パラサイト中年問題は、2000年代に入って以降、結婚はおろか自活すらできない低収入かつ不安定な雇用（そうした被雇用者をプレカリアートと総称する）が増加していること、あるいは仕事に就いても人間関係などでうまくいかないことが多くて結局無職となり、社会との関係が疎遠になっていたりするケースが多々あるなど、パラサイト・シングルが取り上げられた1990年代とは極めて様相が異なっている。このままの状況が続けば、後の世代の不安定な立場にある多くの若者がいずれパラサイト中年と化すことは明白であり、現在パラサイト中年である人達は、対策が施されなければ「パラサイト高齢者」（年老いた親の年金で暮らす人）になってしまう。そして、親が死亡すれば、生存権保障のため生活保護を受給する必要が生じるが、役所による水際対策あるいは本人の能力的に手続きが困難であることにより生活保護を受けられない者が多数現れる事になる。パラサイト高齢者に移行すれば、長く親に依存していたため、親の死に対応できず、死体遺棄，年金不正受給などで刑事事件化する可能性も高くなる。